# Чемпионат России по вольной борьбе 2017
Чемпионат России по вольной борьбе 2017 года прошёл 10-15 июня во дворце спорта «Магас» имени Берда Евлоева в Назрани.

## Медалисты
| Категория | Золото                                            | Серебро                               | Бронза                                                                    |
| --------- | ------------------------------------------------- | ------------------------------------- | ------------------------------------------------------------------------- |
| До 57 кг  | Заур Угуев Дагестан                               | Артём Гебеков Дагестан                | Омак Сюрюн Тыва, Новосибирск Дмитрий Аксёнов Якутия                       |
| До 61 кг  | Гаджимурад Рашидов Дагестан, Москва               | Виктор Рассадин Якутия, Крым          | Ислам Дудаев Чечня Бекхан Гойгереев Дагестан, Чечня                       |
| До 65 кг  | Алан Гогаев ХМАО, Северная Осетия                 | Муршид Муталимов Дагестан             | Куулар Начын Тыва, Красноярск Имам Аджиев Дагестан                        |
| До 70 кг  | Магомедхабиб Кадимагомедов Дагестан               | Магома Дибиргаджиев Дагестан, Иваново | Давид Баев ХМАО, Северная Осетия Расул Джукаев Чечня                      |
| До 74 кг  | Хетаг Цаболов Московская область, Северная Осетия | Гаджи Набиев Дагестан                 | Алан Засеев Московская область, Северная Осетия Никита Сучков Красноярск  |
| До 86 кг  | Владислав Валиев ХМАО, Северная Осетия            | Шамиль Кудиямагомедов Дагестан        | Арсен-Али Мусалалиев Дагестан Анзор Уришев Красноярск, Кабардино-Балкария |
| До 97 кг  | Абдулрашид Садулаев Дагестан                      | Владислав Байцаев Ставрополь, Москва  | Расул Магомедов Дагестан Юрий Белоновский Красноярск                      |
| До 125 кг | Анзор Хизриев Санкт-Петербург                     | Магомедгаджи Нурасулов Дагестан       | Цыбик Максаров Бурятия Адлан Ибрагимов Чечня                              |